# Couleuvre

Couleuvre este o comună în departamentul Allier din centrul Franței. În 1 ianuarie 2022 avea o populație de 592 de locuitori.